# Kettershausen
Kettershausen là một đô thị ở huyện Unterallgäu bang Bayern, Đức.